# 西次將
西次將（ι Leo / 狮子座ι）是狮子座的一对分光双星，光谱型F4IV，视星等+3.94。
在中国古代星空划分中，它被称作太微右垣三，即皇宫里右墙的第三颗星；或称为次將 (Tsze Tseang, 拼音cìjiàng)意为"副将军"。